# Frère Jacques
"Frère Jacques" (/ˌfrɛərə ˈʒɑːkə/), tiếng Anh gọi là "Brother John", là một bài đồng dao có nguồn gốc từ Pháp. Bài đồng dao có giai điệu lặp đi lặp lại giống nhau theo lối truyền thống.
Bài hát nói về tu sĩ ngủ quên và được giục dậy bởi tiếng chuông báo giờ đọc kinh phụng vụ buổi tối hoặc buổi sáng sớm.

## Lời bài hát
Frère Jacques, Frère Jacques,

Dormez-vous? Dormez-vous?

Sonnez les matines! Sonnez les matines!

Ding, dang, dong. Ding, dang, dong.
Dịch sang tiếng Anh

Brother Jacques, Brother Jacques,

Are you sleeping? Are you sleeping?

Ring/Sound [the bells for] matins! Ring [the bells for] matins!

Ding, dang, dong. Ding, dang, dong.
Lời tiếng Anh gốc

Are you sleeping? Are you sleeping?

Brother John, Brother John,

Morning bells are ringing! Morning bells are ringing!

Ding, dang, dong. Ding, dang, dong.

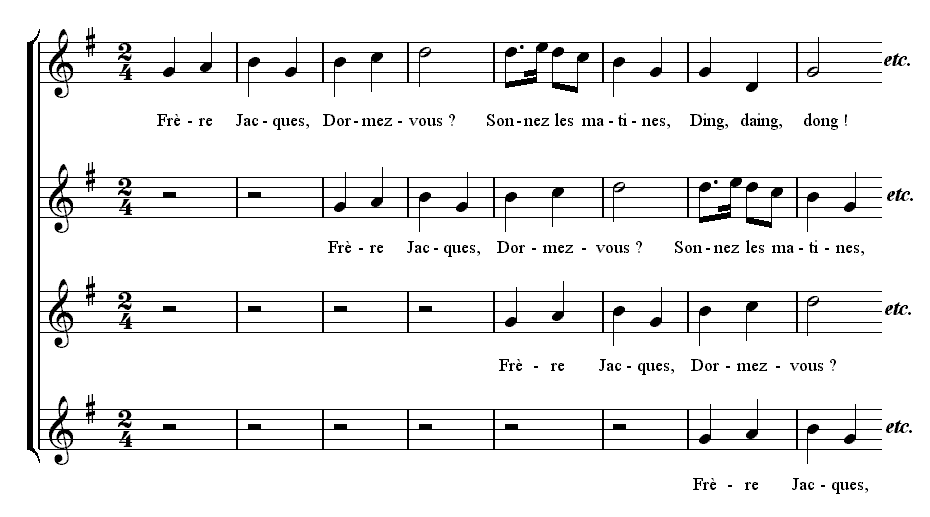
Tổng phổ lặp lại, không lặp lại mỗi nửa dòngTập tin:YB4001Canon Frere Jacques.mid

Bài hát là câu chuyện thầy tu có nhiệm vụ rung chuông giờ kinh phụng vụ. Frère Jacques dường như đã ngủ quên, đã đến giờ rung chuông để cầu nguyện, và ai đó đã đánh thức anh bằng bài hát này. Bản dịch sang tiếng Anh vẫn giữ nguyên hoàn cảnh nhưng thay đổi bằng thầy (anh) John bị đánh thức bởi tiếng chuông.
Trong tiếng Anh, từ tu sĩ (friar) có nguồn gốc từ frere trong tiếng Pháp cổ (tiếng Pháp hiện đại là frère; nghĩa là "anh" trong tiếng Anh), vì tiếng Pháp được sử dụng rộng rãi chính thức tại Anh suốt thế kỉ 13 khi bốn dòng tu lớn bắt đầu. Từ frère tiếng Pháp được chuyển thành từ La tinh là frater (còn có nghĩa là "anh").
Tên Jacques trong tiếng Pháp thông thường không được dịch thành "John", nó sẽ là "Jean" trong tiếng Pháp. Cái tên Jacques, thay vì, tương ứng với tiếng Anh là James hoặc Jacob, bắt nguồn từ La tinh Iacobus và Hy Lạp Ἰακώβος (Cựu Ước tiếng Hy Lạp Ἰακώβ), đề cập đến tổ phụ Jacob và các tông đồ trong tiếng Anh gọi là James.